# Sendwitch
Sendwitch je pop-rocková hudební skupina z Poděbrad založená v roce 2014. Skupina Sendwitch vydala v roce 2018 úspěšné debutové album Počátky spolu s videoklipem “Teď a tady“, poukazující na problematiku šikany na školách. Skupina již odehrála desítky koncertů v Čechách i v zahraničí. Z největších hudebních festivalů můžeme jmenovat například Masters of Rock, Votvírák, Rock for People, Basinfirefest a mnoho dalších.
Má za sebou již úspěšné akustické turné s názvem Bez proudu Help Music Tour 2017, společně s kapelami Alchymie a Define Me.
Na jaře 2018 odjela úspěšné turné po celé České republice s názvem Rock&Pop Tour spolu s kapelou Harlej.
Na festivalu Votvírák 2018 vydává pod křídly vydavatelství Championship Music své debutové album POČÁTKY, na kterém producentsky spolupracovala s Tomášem Frödem z kapely Imodium.
Na podzim roku 2018 odleja kapela velice úspěšné turné opět po celé České republice po boku kapely Rybičky 48 s názvem Best Fuck Off Tour 2018, které bylo zakončeno famózním, vyprodaným Palácem Lucerna v Praze! Na turné se kapela potkala s obrovskými kladnými ohlasy fanouškovské základny kapely Rybičky 48!

## Členové
- Jan Kimi Bašta – zpěv, kytara (od 2014 do 2016) zakládající člen kapely Sendwitch
- Karel Otta – baskytara (od 2014 do 2016) zakládající člen kapely Sendwitch
- Jan Kubín – Saxofon Piano, (od 2014 do 2015) zakládající člen kapely Sendwitch
- Adam Saska – Bicí, (od 2014 do 2017) zakládající člen kapely Sendwitch
- Martin Raien Jeník – kytara (od 2014 do 2019) zakládající člen kapely Sendwitch
- Michal Kubiš – Bicí, (2017)
- Dalibor Dalo Sivev – Bicí, (od 2017 do 2018)
- Daniel Černý – zpěv, kytara (od 2017)
- Tomáš Smutný – baskytara (od 2017)
- Antonín Matyásko – bicí (2018 - 2021)